# Basil
Basil ist ein männlicher Vorname und ein Familienname.

## Herkunft und Bedeutung
Basil ist eine Kurzform des lateinischen Namens Basilius, welcher vom griechischen Namen Basileus (Βασιλεύς) mit der Bedeutung „König“ abgeleitet ist – eventuell auch über die Variante Βασίλειος Basileios „der Königliche“.
Im arabischen Sprachraum hat Basil (arabisch باسل, DMG Bāsil) die Bedeutung „mutig“, „tapfer“.

## Namensträger

### Vorname
- Basil al-Assad (1962–1994), syrischer Politiker
- Basil Bernstein (1924–2000), britischer Linguist
- Basil Bhuriya (1956–2021), indischer Ordensgeistlicher, Bischof von Jhabua
- Basil Brooke, 1. Viscount Brookeborough (1888–1973), nordirisch-britischer Politiker
- Basil Cameron (1884–1975), britischer Geiger und Dirigent
- Basil Hall Chamberlain (1850–1935), britischer Japanologe
- Basil Davidson (1914–2010), britischer Journalist, Historiker und Afrikanist
- Basil Dearden (1911–1971), britischer Filmregisseur
- Basil D’Oliveira (1931–2011), britisch-südafrikanischer Cricketspieler
- Basil Wilson Duke (1838–1916), US-amerikanischer Brigadegeneral
- Basil Emmott (1894–1976), britischer Kameramann
- Basil von Engelhardt (1828–1915), russischer Astronom
- Basil Goulandris (1913–1994), griechischer Reeder und Kunstsammler
- Basile Gras (1836–1901), französischer General
- Basil Gray (1904–1989), britischer Kunsthistoriker, Islamwissenschaftler
- Basil Liddell Hart (1895–1970), britischer Militärhistoriker, Korrespondent und Stratege
- Basil Hatim (* 1947), irakisch-britischer Übersetzer, Dolmetscher, Sprachwissenschaftler und Hochschullehrer
- Basil Heatley (1933–2019), britischer Langstrecken- und Crossläufer
- Basil Hoffman (1938–2021), US-amerikanischer Schauspieler
- Basil Hoskins (1929–2005), britischer Schauspieler
- Basil Hume  (1923–1999), britischer Geistlicher, Erzbischof von Westminster
- Basil Iwanyk (* 1970), US-amerikanischer Filmproduzent
- Basil Johnston (1929–2015), kanadischer Ethnologe und Autor
- Basil Kerski (* 1969), deutsch-polnischer Journalist, Politikwissenschaftler und Essayist
- Basil McRae (* 1961), kanadischer Eishockeyspieler
- Basil Moses (1941–2011), südafrikanischer Jazzmusiker
- Basil Nikitin (1885–1960), russischer Orientalist und Kurdologe
- Basil O’Connor (1892–1972), US-amerikanischer Rechtsanwalt und Philanthrop
- Basil Oberholzer (* 1990), Schweizer Politiker (Grüne)
- Basil Poledouris (1945–2006), US-amerikanischer Filmkomponist
- Basil Rathbone (1892–1967), britisch-US-amerikanischer Schauspieler
- Basil Ruysdael (1878–1960), US-amerikanischer Schauspieler
- Basil Schonland (1896–1972), südafrikanischer Physiker und Meteorologe
- Basil Myron Schott (1939–2010), US-amerikanischer Geistlicher, Erzbischof von Pittsburgh
- Basil Shaaban (* 1980), libanesischer Rennfahrer
- Basil Spalding de Garmendia (1860–1932), US-amerikanischer Tennis-, Golf- und Polospieler und Militärattaché
- Basil Spence (1907–1976), schottischer Architekt
- Basil Stillhart (* 1994), Schweizer Fußballspieler
- Basil Sydney (1894–1968), britischer Schauspieler
- Basil Wallace (* 1951), US-amerikanischer Schauspieler
- Basil Williams (Eiskunstläufer) (1891–1951), britischer Eiskunstläufer
- Basil Wolfrhine, Musiker, Maler und Aktionskünstler, siehe Mole & Wolfrhine
- Basil Wolverton (1909–1978), US-amerikanischer Comiczeichner
- Basil Wright (1907–1987), britischer Dokumentarfilmer und Produzent
- Basil Zaharoff (1849–1936), griechischer Waffenhändler und Spielbank-Besitzer

### Familienname
- Basil, ein Pseudonym des deutschen Autors Wolf Uecker (1921–1999)
- Adam Basil (* 1975), australischer Leichtathlet
- Ahmed Basil (Ahmed Basil Fadhil al-Fadhli, * 1996), irakischer Fußballspieler
- Colonel de Basil (1888–1951), russisch-englischer Ballettmanager
- Friedrich Basil (1862–1938), deutscher Theaterschauspieler, -regisseur und Schauspiellehrer
- Hans Basil (1872–nach 1914), deutscher Opernsänger und Theaterschauspieler
- Otto Basil (1901–1983), österreichischer Schriftsteller, Publizist und Journalist
- Priya Basil (* 1977), britische Schriftstellerin
- Gibran Basil (* 1970), libanesischer Minister
- Toni Basil (* 1943), US-amerikanische Popsängerin und Choreografin

### Kunstfigur
- Basil, der große Mäusedetektiv, Zeichentrickfilm
- Basil Fawlty, Hauptfigur der britischen Fernsehserie Fawlty Towers, dargestellt von John Cleese
- Basil Hallward, Maler des titelgebenden Bildnisses des Dorian Gray in Oscar Wildes Roman
- Basil Hawkins, Piratenkapitän im Animewerk One Piece

## Varianten
- Basile, Basilio, Basilius, Vasilios, Wassili – andere Namensformen
- Basileus, Titel oströmischer Kaiser ab 629

## Weiteres
- Basil Green Motors, ehemaliges südafrikanisches Rallyeteam und ehem. Automobilhersteller
- Basil B.V., ein niederländischer Hersteller für Fahrradzubehör